# Трибел (Фогтланд)
Трибел (њем. Triebel/Vogtl.) општина је у њемачкој савезној држави Саксонија. Једно је од 45 општинских средишта округа Фогтланд. Према процјени из 2010. у општини је живјело 1.524 становника. Посједује регионалну шифру (AGS) 14523440.

## Географски и демографски подаци
Трибел се налази у савезној држави Саксонија у округу Фогтланд. Општина се налази на надморској висини од 500 метара. Површина општине износи 43,1 km². У самом мјесту је, према процјени из 2010. године, живјело 1.524 становника. Просјечна густина становништва износи 35 становника/km².